# برت مورهاوس
برت مورهاوس (انگلیسی: Bert Moorhouse; ۲۰ نوامبر ۱۸۹۴ – ۲۶ ژانویهٔ ۱۹۵۴) بازیگر اهل ایالات متحده آمریکا بود.

## فیلم‌شناسی
(Per انستیتوی فیلم آمریکا database)
- Hey Rube! (۱۹۲۸) در نقش Moffatt
- Rough Ridin' Red (1928) در نقش Nielson
- The Delightful Rogue (1929) در نقش Nielson
- The Girl from Woolworth's (1929) در نقش Dave
- The Woman I Love (1929)
- Conspiracy (1930) در نقش Victor Holt (در عنوان‌بندی نیامده)
- The Pay-Off (1930) در نقش Spat
- You Said a Mouthful (1932) در نقش Office Manager (در عنوان‌بندی نیامده)
- Rockabye (1932) در نقش Speakeasy Patron (در عنوان‌بندی نیامده)
- برادوی بیل (۱۹۳۴) (در عنوان‌بندی نیامده)
- Upperworld (1934) در نقش Court Clerk (در عنوان‌بندی نیامده)
- اسمارتی (۱۹۳۴) در نقش Court Clerk (در عنوان‌بندی نیامده)
- Gentlemen Are Born (1934) در نقش Intern (در عنوان‌بندی نیامده)
- The Man with Two Faces (1934) در نقش Taxi Driver Bringing Weston (در عنوان‌بندی نیامده)
- Return of the Terror (1934) در نقش First Trooper
- The Defense Rests (1934) در نقش Minor Role (در عنوان‌بندی نیامده)
- The Captain Hates the Sea (1934) (در عنوان‌بندی نیامده)
- Rendezvous (1935) در نقش 2nd Lieutenant (در عنوان‌بندی نیامده)
- ترانه ۱۹۳۶ برادوی (۱۹۳۵)
- Goin' to Town (1935) در نقش Conceited Man (در عنوان‌بندی نیامده)
- Whipsaw (1935) در نقش Reporter (در عنوان‌بندی نیامده)
- Career Woman (1936) در نقش Reporter-Clarkdale (در عنوان‌بندی نیامده)
- Cain and Mabel (1936) در نقش First Hotel Desk Clerk (در عنوان‌بندی نیامده)
- Love Before Breakfast (1936) در نقش Brokerage Clerk (در عنوان‌بندی نیامده)
- اراذل و اوباش (۱۹۳۶) در نقش Chet - Fisherman (در عنوان‌بندی نیامده)
- آقای دیدز به شهر می‌رود (۱۹۳۶) در نقش Reporter (در عنوان‌بندی نیامده)
- ماجرا در منهتن (۱۹۳۶) در نقش Jim - G-Man (در عنوان‌بندی نیامده)
- The Man Who Lived Twice (1936) در نقش Carney (در عنوان‌بندی نیامده)
- Rose Bowl (1936) در نقش Reporter (در عنوان‌بندی نیامده)
- Wanted! Jane Turner (1936) در نقش Agent with Window Shade (در عنوان‌بندی نیامده)
- Pepper (1936) در نقش City Slicker (در عنوان‌بندی نیامده)
- Song and Dance Man (1936) در نقش Actor in Beer Parlor (در عنوان‌بندی نیامده)
- ولز فارگو (۱۹۳۷) در نقش White House Aide (در عنوان‌بندی نیامده)
- Life Begins with Love (1937) در نقش Man (در عنوان‌بندی نیامده)
- The Last Gangster (1937) در نقش Hank - a Reporter (در عنوان‌بندی نیامده)
- Little Miss Roughneck (1938) در نقش Reporter (در عنوان‌بندی نیامده)
- سبکبار و بی‌خیال (۱۹۳۸) در نقش Country Club Member (در عنوان‌بندی نیامده)
- When G-Men Step In (1938) در نقش Harry (در عنوان‌بندی نیامده)
- In Name Only (1939) در نقش College Man Asking About Game (در عنوان‌بندی نیامده)
- Swanee River (1939) در نقش Attendant (در عنوان‌بندی نیامده)
- Broadway Serenade (1939) در نقش Reporter (در عنوان‌بندی نیامده)
- Dancing Co-Ed (1939) در نقش Workman's Stooge (در عنوان‌بندی نیامده)
- North of Shanghai (1939) در نقش Minor Role (در عنوان‌بندی نیامده)
- Turnabout (1940) در نقش Photographer's Assistant (در عنوان‌بندی نیامده)
- همسر دلخواه من (۱۹۴۰) در نقش Postponed Case Lawyer (در عنوان‌بندی نیامده)
- Sailor's Lady (1940) در نقش Paymaster (در عنوان‌بندی نیامده)
- Two Girls on Broadway (1940) در نقش Reporter (در عنوان‌بندی نیامده)
- Charter Pilot (1940) در نقش Thompson (در عنوان‌بندی نیامده)
- Dulcy (1940) در نقش Judge's Clerk (در عنوان‌بندی نیامده)
- The Man Who Wouldn't Talk (1940) در نقش Officer (در عنوان‌بندی نیامده)
- در لباسی خیره‌کننده (۱۹۴۱) در نقش The Joker (در عنوان‌بندی نیامده)
- یک دختر، یک مرد و یک ملوان (۱۹۴۱) در نقش Pedestrian (در عنوان‌بندی نیامده)
- It Started with Eve (1941) در نقش Mr. Duncan - Middle-Aged Man (در عنوان‌بندی نیامده)
- The Monster and the Girl (1941) در نقش Henchman (در عنوان‌بندی نیامده)
- سانی (۱۹۴۱) در نقش Mr. Julian Duprez (در عنوان‌بندی نیامده)
- همشهری کین (۱۹۴۱) در نقش Man at Xanadu Great Hall (در عنوان‌بندی نیامده)
- Beyond the Blue Horizon (1942) در نقش Photographer (در عنوان‌بندی نیامده)
- Blue, White and Perfect (1942) در نقش First Junior Officer Brooks (در عنوان‌بندی نیامده)
- Call Out the Marines (1942)
- Joan of Ozark (1942) در نقش Drunk (در عنوان‌بندی نیامده)
- Gangway for Tomorrow (1943) در نقش chairman of the Board (در عنوان‌بندی نیامده)
- The Iron Major (1943)
- Mountain Rhythm (1943) در نقش Father (در عنوان‌بندی نیامده)
- Whistling in Brooklyn (1943) در نقش Reporter (در عنوان‌بندی نیامده)
- Bombardier (1943) در نقش Congressman (در عنوان‌بندی نیامده)
- دفاع غیرنظامی (۱۹۴۳) در نقش Air Raid Warden Recruit (در عنوان‌بندی نیامده)
- دختر حکومتی (۱۹۴۳) در نقش Businessman (در عنوان‌بندی نیامده)
- روزهای بهشتی (۱۹۴۴) در نقش Sergeant-at-Arms (در عنوان‌بندی نیامده)
- The Falcon in Mexico (1944) در نقش Detective Marks (در عنوان‌بندی نیامده)
- The Falcon in Hollywood (1944) در نقش Beautiful Blonde's Husband (در عنوان‌بندی نیامده)
- موزیک عاشقانه (۱۹۴۴) در نقش Photographer (در عنوان‌بندی نیامده)
- Marine Raiders (1944) در نقش Transport Ship Captain (در عنوان‌بندی نیامده)
- The Master Race (1944) در نقش Civilian in Food Line (در عنوان‌بندی نیامده)
- Music in Manhattan (1944) در نقش Backstage Photographer (در عنوان‌بندی نیامده)
- دوست من، گرگ (۱۹۴۴) در نقش Cop (scenes deleted)
- نوادا (۱۹۴۴) در نقش Sandy Bowers (در عنوان‌بندی نیامده)
- A Night of Adventure (1944) در نقش Nightclub Patron / Reporter in Courtroom (در عنوان‌بندی نیامده)
- Show Business (1944)
- محکم گام بردار (۱۹۴۴) در نقش Second Hotel Clerk (در عنوان‌بندی نیامده)
- Along the Navajo Trail (1945) در نقش Secretary (در عنوان‌بندی نیامده)
- Behind City Lights (1945) در نقش Desk Clerk (در عنوان‌بندی نیامده)
- Her Highness and the Bellboy (1945) در نقش Photographer (در عنوان‌بندی نیامده)
- Hitchhike to Happiness (1945) در نقش Publisher (در عنوان‌بندی نیامده)
- Lady on a Train (1945) در نقش Reporter (در عنوان‌بندی نیامده)
- Shady Lady (1945) در نقش Card Player (در عنوان‌بندی نیامده)
- Sunset in Eldorado (1945) در نقش Croupier (در عنوان‌بندی نیامده)
- Because of Him (1946) در نقش Reporter (در عنوان‌بندی نیامده)
- Faithful in My Fashion (1946) در نقش Clerk (scenes deleted)
- Gay Blades (1946) در نقش Casting Director (در عنوان‌بندی نیامده)
- Lady Luck (1946) در نقش Billiard Player (در عنوان‌بندی نیامده)
- شب و روز (۱۹۴۶) در نقش Yale Alum of 1916 (در عنوان‌بندی نیامده)
- نوکتورن (۱۹۴۶) در نقش Movie Director (در عنوان‌بندی نیامده)
- One Exciting Week (1946) در نقش Detective (در عنوان‌بندی نیامده)
- The Runaround (1946) در نقش Detective Quillan (در عنوان‌بندی نیامده)
- The Searching Wind (1946) در نقش Restaurant Diner (در عنوان‌بندی نیامده)
- Smooth در نقش Silk (1946) در نقش Detective #1
- That Brennan Girl (1946) در نقش Minor Role (در عنوان‌بندی نیامده)
- Undercurrent (1946) در نقش Party Guest (در عنوان‌بندی نیامده)
- White Tie and Tails (1946) در نقش Croupier (در عنوان‌بندی نیامده)
- تا زمانی که ابرها کنار بروند (۱۹۴۶) در نقش Elite Club Diner (در عنوان‌بندی نیامده)
- چه زندگی شگفت‌انگیزی (۱۹۴۶) در نقش Man with Sheriff (در عنوان‌بندی نیامده)
- بانوی دریاچه (۱۹۴۷) در نقش Party Guest (در عنوان‌بندی نیامده)
- فرشته و راهزن (۱۹۴۷) در نقش Gambler (در عنوان‌بندی نیامده)
- Living in a Big Way (1947) در نقش Reporter (در عنوان‌بندی نیامده)
- مخاطرات پائولین (۱۹۴۷) در نقش Kitchen Set Cameraman (در عنوان‌بندی نیامده)
- That's My Man (1947) در نقش Bradford (در عنوان‌بندی نیامده)
- Unconquered (1947) در نقش Virginia Militia Officer (در عنوان‌بندی نیامده)
- تنهایی قدم می‌زنم (۱۹۴۷) در نقش Toll Booth Policeman (در عنوان‌بندی نیامده)
- ساعت بزرگ (۱۹۴۸) در نقش Editor at Conference Table (در عنوان‌بندی نیامده)
- ماجرای خارجی (۱۹۴۸) در نقش Transport Pilot (در عنوان‌بندی نیامده)
- Good Sam (1948) در نقش Minor Role (scenes deleted)
- He Walked by Night (1948) در نقش Detective (در عنوان‌بندی نیامده)
- بازگشت به خانه (۱۹۴۸) در نقش Surgeon (در عنوان‌بندی نیامده)
- A Southern Yankee (1948) در نقش Capt. Jeffreys (scenes deleted)
- Up in Central Park (1948) در نقش Democrat (در عنوان‌بندی نیامده)
- وضعیت کشور (۱۹۴۸) در نقش Politician (در عنوان‌بندی نیامده)
- The Accused (1949) در نقش Prosecutor (در عنوان‌بندی نیامده)
- سامسون و دلیله (۱۹۵۰)
- خماری زیاد (۱۹۵۰) در نقش Carl O. Oberman, B.P.E. & H. Associate (در عنوان‌بندی نیامده)
- Duchess of Idaho (1950) در نقش Fred - the Lodge Desk Clerk (در عنوان‌بندی نیامده)
- Key to the City (1950) در نقش Mayor (در عنوان‌بندی نیامده)
- نانسی به ریو می‌رود (۱۹۵۰) در نقش Party Guest (در عنوان‌بندی نیامده)
- Right Cross (1950) در نقش Steam Bath Patron (در عنوان‌بندی نیامده)
- The Secret Fury (1950) در نقش Tom (در عنوان‌بندی نیامده)
- سانست بلوار (۱۹۵۰) در نقش Gordon Cole (در عنوان‌بندی نیامده)
- Gambling House (1950) در نقش Mr. Douglas' Court Assistant (در عنوان‌بندی نیامده)
- تک‌خال در حفره (۱۹۵۱) در نقش Josh Morgan (در عنوان‌بندی نیامده)
- I Was a Communist for the F.B.I. (1951) در نقش Sen. Gray (در عنوان‌بندی نیامده)
- مقصد گوبی (۱۹۵۳) در نقش Capt. J.E. Mayberry (در عنوان‌بندی نیامده)
- Dream Wife (1953) در نقش Attlow (در عنوان‌بندی نیامده)
- موج جرم (۱۹۵۳) در نقش Detective (در عنوان‌بندی نیامده)
- The Long, Long Trailer (1954) در نقش Car Salesman (در عنوان‌بندی نیامده)
- مأموریت خطرناک (۱۹۵۴) در نقش Battaglia (در عنوان‌بندی نیامده)